# Dicranota (Paradicranota) mikiana
Dicranota (Paradicranota) mikiana is een tweevleugelige uit de familie Pediciidae. De soort komt voor in het Palearctisch gebied.